# 南非麻雀
南非麻雀（学名：Passer melanurus）為雀科麻雀屬的鳥類。一種中等大小的麻雀，身長一般 14-16 厘米左右，分佈於非洲南部。具有獨特的大而淡的頭部條紋（雙性都有）。它的羽毛大多是灰色、棕色和栗色，雄性的頭部和頸部有一些醒目的黑白斑紋。該物種棲息在半乾旱的大草原、耕地和城鎮，範圍從安哥拉中部海岸到南非東部和斯威士蘭，並按其居地分為三個亞種。
海角麻雀主要吃種子，也吃植物的柔軟部分和昆蟲。牠們通常在棲息地繁殖。巢會建造在樹木、灌木、洞穴或其他物種的廢棄巢中。一窩蛋一般會有三至四隻蛋。